# Helicodontium obtusatulum
Helicodontium obtusatulum là một loài Rêu trong họ Myriniaceae. Loài này được (Müll. Hal.) M. Fleisch. mô tả khoa học đầu tiên năm 1920.